# Lane Acheampong
Lane Acheampong (* 31. Januar 1994) ist ein deutscher Footballspieler.

## Laufbahn
Acheampong kam im Alter von zwölf Jahren zum Footballsport und spielte zunächst im Jugendbereich der Langenfeld Longhorns. Er schloss sich später dem Nachwuchs der Cologne Falcons an. 2014 stand er in Diensten der Düsseldorf Panther in der höchsten deutschen Spielklasse, der GFL. Zum 2015er Spieljahr ging er zu den Centurions de Nîmes nach Frankreich.
Ab 2016 spielte er bei Frankfurt Universe in der GFL und gewann mit den Hessen im Juni 2016 den EFL Bowl. Mit der deutschen Nationalmannschaft nahm er 2017 an den World Games in Breslau teil und gewann dort die Silbermedaille. Der 1,88 Meter große, in der Offensive Line eingesetzte Acheampong wechselte im Vorfeld der Saison 2018 von Frankfurt zum GFL-Aufsteiger Potsdam Royals. Im Juni 2018 gewann er zum zweiten Mal in seiner Laufbahn den EWL Bowl. 2020 spielte er für die Kuopio Steelers in Finnland. Mit den Steelers wurde er in einer verkürzten Saison finnischer Meister. 2021 schloss er sich der Mannschaft Berlin Thunder in der europäischen Spielklasse ELF an.